# معركة كينبورن (1855)
وقعت معركة كينبورن، التي كانت مواجهة برية وبحرية خلال المراحل الأخيرة من حرب القرم، على طرف شبه جزيرة كينبورن (على الشاطئ الجنوبي لمصب نهري دنيبر بغ في ما هو أوكرانيا اليوم) في 17 أكتوبر من عام 1855. خلال المعركة، قصف أسطول مشترك من السفن من البحرية الفرنسية والبحرية الملكية البريطانية التحصينات الساحلية للإمبراطورية الروسية بعد أن حاصرتها قوة برية أنغلو فرنسية. نفذت ثلاث بطاريات فرنسية مدرعة الهجوم الرئيسي الذي دمر الحصن الروسي الرئيسي في عملية دامت نحو ثلاث ساعات.
بالرغم من أنها كانت دون أهمية كبيرة من الناحية الاستراتيجية ولم يكن لها سوى أثر ضئيل على نتيجة الحرب، اشتهرت المعركة لكونها المعركة التي استخدمت فيها السفن المدرعة للمرة الأولى. وعلى الرغم من تعرضها لضربات متكررة، دمرت السفن الفرنسية الحصون الروسية في غضون ثلاث ساعات ولم تتكبد سوى خسائر طفيفة خلال العملية. أقنعت هذه المعركة القوى البحرية المعاصرة بالتخلي عن السفن الحربية الخشبية والتركيز على المركبات المدرعة، وأدى ذلك إلى اندلاع سباق تسلح بحري بين فرنسا وبريطانيا دام لما يزيد عن عقد من الزمن.

## الخلفية
في شهر سبتمبر من عام 1854، عبر الجيش الأنغلو فرنسي الذي كان متمركزًا في فارنا البحر الأسود ونزل على شبه جزيرة القرم. ومن ثم خاض قتالًا في طريقه إلى القاعدة البحرية الروسية الرئيسية في شبه الجزيرة، مدينة سيفاستوبول، التي كانت محاصرة من قبله. انسحبت الحامية الروسية في نهاية المطاف من المدينة في مطلع شهر سبتمبر من عام 1855، الأمر الذي حرر الأساطيل الفرنسية والبريطانية لتأدية مهام أخرى. تلا ذلك نقاش حول الهدف التالي الذي ينبغي مهاجمته، كانت القيادة العليا الفرنسية والبريطانية تنظر في الانتقال من القرم إلى خرسون وشن حملات كبرى في بيسارابيا والقوقاز. عوضًا عن ذلك، وبناء على إلحاح القادة الفرنسيين، اتفقت القيادتان على القيام بعملية صغيرة النطاق للاستيلاء على الحصن الروسي في كينبورن الذي كان يحمي مصب نهر دنيبر. جادل البريطانيون بأن الاستيلاء على كينبورن دون التقدم نحو نيكولايف لن يسهم سوى في تحذير الروس من الخطر الذي يهدد الميناء. اقترح فوكس ماول رامسي، وزير الدولة البريطاني لشوؤن الحرب آنذاك، أنه دون خطة تستغل الاستيلاء على الحصن لن يكون للعملية أي هدف سوى جعل الأساطيل تقوم بتحرك أيًا تكن طبيعته.

### القوى المنخرطة
كان الحصن يقع في لسان كينبورن الرملي، في أقصى الطرف الغربي لشبه جزيرة كينبورن، وكان يتألف من 3 تحصينات منفصلة. كان الحصن الرئيسي، المربع والمبني من الحجر والمزود بزوايا محصنة، مزودًا ب50 رشاشًا، نُصب بعضها في مكامن واقية ونصبت بقية الرشاشات على مثبتات دريئة تطلق النيران على مصطبة رمي. وكان موقع الحصنين الأصغر حجمًا في أسفل اللسان الرملي نصب عليهما 10 رشاشات و11 رشاشًا على التوالي. كان الحصن الأول حصنًا صخريًا صغيرًا في حين كان الثاني حصنًا رمليًا بسيطًا. ولم تكن الحصون مسلحة سوى بمدافع من عيار متوسط وصغير، كان أكبرها مدفع 24 رطلًا. كان اللواء مكسيم كوخانوفيتش يترأس حامية يبلغ قوامها 1500 مقاتل، تمركز معظمهم في الحصن الرئيسي. وعلى امتداد المصب كان يقع حصن نيكولايف في بلدة أوتشاكوف المزود ب15 رشاشًا إضافيًا، إلا أن تلك الرشاشات كانت أبعد بكثير من أن تلعب أي دور في المعركة.
من أجل مهاجمة الحصون، جمع البريطانيون والفرنسيون أسطولًا تمركز على 4 سفن خطية فرنسية و6 سفن خطية بريطانية، تحت قيادة الفريق البريطاني إدموند ليونز والفريق الفرنسي أرمان جوزيف بروات. ساهم البريطانيون ب17 فرقاطة وحراقة أخرى وب10 زوارق مدفعية وب6 سفن متفجرة، إضافة إلى 10 سفن نقل. وكان الأسطول الفرنسي يضم 3 فرقيطات و4 سفن مشورة و12 زورقًا مدفعيًا و5 سفن متفجرة. حملت سفن النقل قوة يبلغ قوامها 8000 مقاتل من أفواج الجيشين البريطاني والفرنسي التي ستستخدم لحصار الحصون.
إضافة إلى كتيبة السفن الحربية التقليدية، أحضر الأسطول الفرنسي ثلاث سفن مدرعة تجريبية كانت قد وصلت مؤخرًا من فرنسا. وكانت هذه البطاريات المدرعة الثلاث الأولى، ديفاستاسيون كلاس ولافي وديفاستاسيون وتونانت، قد أرسلت إلى البحر الأسود أواخر شهر يوليو، ولكنها لم تتمكن من المشاركة في حصار سيفاستوبول بسبب وصولها المتأخر.